# V Warszawski Batalion Etapowy
V Warszawski batalion etapowy – oddział wojsk wartowniczych i etapowych w okresie II Rzeczypospolitej pełniący między innymi służbę ochronną na granicy polsko-sowieckiej.

## Formowanie i zmiany organizacyjne
Formowanie batalionu rozpoczęto na przełomie 1918-1919. Otrzymał on nazwę okręgu generalnego, w którym powstał i kolejny numer porządkowy oznaczany cyfrą rzymską. Do batalionu wcielono żołnierzy starszych wiekiem i o słabszej kondycji fizycznej. Oficerowie i podoficerowie nie mieli większego doświadczenia bojowego. Batalion nie posiadał broni ciężkiej, a broń indywidualną żołnierzy stanowiły stare karabiny różnych wzorów z niewielką ilością amunicji.
Rozkazem nr 10 000 mob. z 19 lipca 1920 Minister Spraw Wojskowych przemianował 3/I Batalion Wartowniczy na V Warszawski batalion etapowy.
W tym samym miesiącu 3/I batalion wartowniczy budował pozycje obronne wokół Lwowa, a 31 lipca został przekazany do pełnienia służby wartowniczej w Kowlu. 2 sierpnia zlikwidowano Dowództwo Powiatu Etapowego Kowel, a batalion wycofał się do Dorohuska nad Bugiem, do dyspozycji DOE Chełm.
We wrześniu 1920 batalion znajdował się w strukturze 3 Armii, stacjonował w Lublinie, liczył 6 oficerów oraz 334 podoficerów i szeregowców.

## Dowódcy batalionu
- kpt. Romaszewski (był IX 1920[7])